# Anneline Kriel
Anneline Kriel (Witbank, 28 luglio 1955) è una modella e attrice sudafricana, vincitrice del concorso di bellezza Miss Mondo 1974.

## Biografia
È stata incoronata ventiquattresima Miss Mondo, dopo che la britannica Helen Morgan rinunciò al titolo appena dopo quattro giorni dalla sua elezione. È stata la seconda Miss Mondo sudafricana dopo Penelope Anne Coelen nel 1958.
Dopo l'anno di regno, la Kriel ha intrapreso brevemente la carriera di attrice, recitando tra l'altro nel film del 1980 Kill and Kill Again che fu un notevole successo ai botteghino statunitensi. In seguito è stata sposata con il magnate dei casinò Sol Kerzner, con Peter Bacon e con il defunto Phillip Tucker.